# Pánino (Vorónezh)
Pánino (ruso: Па́нино) es un asentamiento de tipo urbano de Rusia, capital del raión homónimo en la óblast de Vorónezh.
En 2021, el territorio del asentamiento tenía una población de 6349 habitantes, de los cuales 5995 vivían en el asentamiento y el resto repartidos en tres pedanías: el pueblo (seló) de Kalmychok y los posiolki de Otrada y Javionka.
Se ubica unos 60 km al este de Vorónezh y unos 30 km al noroeste de Anna.

## Historia
Fue fundado en 1890 como una pequeña localidad rural, en las tierras de la familia noble Pániny. Sin embargo, se desarrolló rápidamente en los años siguientes, al abrirse en sus cercanías una estación ferroviaria llamada "Tulinovo", en el ramal ferroviario de Vorónezh a Anna. El actual asentamiento se formó uniendo las casas iniciales de los Pániny con el poblado ferroviario, y a mediados del siglo XX ya tenía casi cinco mil habitantes. La Unión Soviética le dio el estatus de capital distrital en 1928, cuando se formaron los raiones de la óblast de Chernozem Central, y el de asentamiento de tipo urbano en 1968.